# Chung So-young
Chung So-young (4 de março de 1967) é uma ex-jogadora de badminton coreana. campeã olímpica, especialista em duplas.

## Carreira
Chung So-young representou seu país nos Jogos Olímpicos de Verão de 1992, conquistando a medalha de ouro, nas duplas femininas, em Barcelona 1992, com Hwang Hye-young.